# クワイ河マーチ
『クワイ河マーチ』（The River Kwai March）は、ケネス・ジョゼフ・アルフォード作曲の『ボギー大佐』を基に、マルコム・アーノルドが映画『戦場にかける橋』（1957年）のテーマ音楽用に編曲した行進曲である。

## 『ボギー大佐』との違い
前奏は、スネアドラムのみで演奏される。主題aは、ピッコロを中心に演奏される。
標準的な行進曲でいうトリオ（中間部）に当たる部分が演奏されず、前奏→主題a→展開部→主題bと演奏された後、コーダで曲を終わらせる構成になっている。
当楽曲はミッチ・ミラー が演奏した曲以外の録音は禁止されていたため、取り扱いに注意せねばならなかったが、2014年になってから録音禁止は解除された。
JASRACに於いては、作品コード「0C0-5533-7 COLONEL BOGEY AND THE RIVER KWAI MARCH //BRIDGE ON」と、「0R0-0788-1 RIVER KWAI MARCH」の2つで登録されている。オリジナルの『ボギー大佐』と異なり、いずれも2017年時点で著作権は有効である（『ボギー大佐 COLONEL BOGEY AND THE RIVER KWAI MARCH //BRIDGE ON』は2018年現在、原作詞・作曲であるケネス・ジョゼフ・アルフォード版がPD状態として登録されており、訳詞・編曲のマルコム・アーノルドについては著作権が存続中である）。
『ボギー大佐 COLONEL BOGEY AND THE RIVER KWAI MARCH //BRIDGE ON』と『クワイ河マーチ RIVER KWAI MARCH』の出版者は2017年現在、共にSHAPIRO BERNSTEIN CO INC FILM DIVISION。日本でのサブ出版はシンコーミュージック・エンタテイメント A事業部が保有している。

## 伊東ゆかりのシングル
「クワイ河マーチ」は、伊東ゆかりのデビュー・シングル（B面曲。A面は『かたみの十字架』）である。
- 日本語詞：音羽たかし／編曲：村山芳男
- 7インチシングル盤：規格品番 EA-38 ／ SP盤：規格品番 CL-243

伊東ゆかりは小学校5年生の時、1958年6月に当楽曲でレコード・デビューした。
その12年後（1970年頃）、ベスト盤LPの特典として名義を『ボーギー大佐』と改めA面扱いで再発された（B面は『ムーン・リヴァー』、原盤提供アポロン音楽工業株式会社）。
タイトル変更はミッチ・ミラーが演奏した曲以外の録音は禁止されていたための措置と考えられる。
伊東のヴァージョンは、JASRACに於いては作品コード：0R0-0788-1 RIVER KWAI MARCH として登録されている。